# Luk Kwok Centre
Le Luk Kwok Centre est un gratte-ciel de 117 mètres de hauteur situé à Hong Kong en Chine  et construit en 1989. Il abrite un hôtel.
L'immeuble a été conçu par l'agence d'architecture de Hong Kong P & T Architects & Engineers